# Buenos Aires (Nicaragua)
Buenos Aires es un municipio del departamento de Rivas en la República de Nicaragua.

## Geografía
El término municipal limita al norte con el municipio de Nandaime, al sur con los municipios de San Jorge y Rivas, al este con el Lago Cocibolca, y al oeste con el municipio de Potosí. La cabecera municipal está ubicada a 114 kilómetros de la capital de Managua.
Posee una superficie predominantemente plana con pendientes entre el 1% y el 5%. Presenta muchas áreas de inundación concentradas principalmente en las zonas norte y central del municipio.

## Historia
La zona antes de la llegada de los españoles estaba habitada por varias tribus aborígenes que llegaron hace más de tres mil años procedentes del Norte y Sur de América.
Los caribíes, procedentes del norte de América, fueron la primera tribu en arribar a la región, permanecieron hasta los años 606 y 629 de la era cristiana, épocas en que fueron vencidos por los chorotegas, una poderosa tribus inmigrante; viéndose obligados a retirarse, primero a la isla del gran lago hoy Ometepe y luego a las regiones de los actuales departamentos de Boaco, Chontales y Río San Juan, hasta alcanzar la región montañosa de la costa Atlántica.
Estas tribus provenían de México, eran esencialmente agricultores, aunque practicaban la caza y la pesca como la generalidad de los aborígenes.
La tercera tribus, los Nicaraos, llegaron a finales del siglo XI o principios del siglo XII y cambiaron su nombre por el de Niquiranos término que en lengua mexicana significa hasta aquí los Nicaraos, esta tribus era de origen náhuatl.
También eran agricultores pescadores y cazadores e introdujeron la fruta del cacao que constituyó un cultivo básico en su alimentación y más tarde se constituyó en la moneda indígena. Los Nicaraos dominaron todo el istmo de Rivas y se asentaron en los márgenes del lago Cocibolca. La región de Rivas fue la primera del territorio nicaragüense que explotaron los colonizadores españoles.
Por influencia del Fraile Franciscano Manuel Arroyo, el nombre inicial de Buenos Aires, fue “Pueblo de San José del Buen Aire”, que luego se pluralizó a “Pueblo de San José de Buenos Aires”, en relación Ehecatl, dios del viento, a quien rendían culto los indígenas que habitaban en el territorio del actual Buenos Aires.
Posterior a la conquista, el núcleo inicial del establecimiento del “Pueblo de San José de Buenos Aires” se formó por convergencia de los caseríos San Antonio, Nahualapa y Chiata, los cuales sumaban para el año 1717, dieciocho casas de tejas y cuarenta y cinco de paja.
El origen del municipio se da a raíz del 15 de agosto de 1717, cuando los pobladores del Istmo diseminados en varias parcialidades entre el Gran Lago y la antigua mar del sur, solicitaron a la Real Audiencia de Guatemala regresarse de Granada como hijos del Valle de la Purísima Concepción de Rivas; para establecerse en el actual Buenos Aires.
William Walker, en su libro sobre la Historia de la Guerra Nacional, dice: «Al transitar sobre el puerto de San Jorge,...se oyó que repicaban las campanas de la iglesia de Buenos Aires, no se sabe si de júbilo o de tristeza».
El 9 de marzo de 1870, el presidente Fernando Guzmán Solórzano da a conocer que por decreto del senado y la cámara de diputados de ese entonces, el “Pueblo de San José de Buenos Aires” es erigido oficialmente como “Villa de Buenos Aires”.
Sin embargo, durante la segunda mitad del siglo XIX, la “Villa de Buenos Aires” y todo el departamento de Rivas sufrió fuerte despoblación, por dos causas diferentes.
La primera por la excesiva mortalidad infantil y aun de personas mayores, en cada salida o cese de la estación lluviosa, provocada por el paludismo. La segunda causa la originó la emigración casi masiva de sus habitantes hacia Costa Rica, huyendo de las frecuentes y criminales guerras fratricidas, provocadas por las ambiciones de poder y burlas a la libertad del sufragio.
El 15 de diciembre de 1985, el sur de Nicaragua fue violentamente estremecido por una serie de movimientos telúricos. El poblado más afectado fue Buenos Aires, a tal punto que varias de las casas fueron derrumbadas y la antigua Parroquia San José resultó severamente dañada, lo que motivó al Obispo de Granada, Monseñor Leovigildo López Fitoria tomar la decisión de demolerla. El epicentro fue localizado en el Lago Cocibolca, entre Zapatera y Ometepe.

## Demografía
Buenos Aires tiene una población actual de 5,870 habitantes. De la población total, el 50.5% son hombres y el 49.5% son mujeres. Casi el 46.5% de la población vive en la zona urbana.

## Naturaleza y clima
El municipio tiene un clima semi-húmedo, la temperatura es caliente en el día y fresca durante la noche, oscilando anualmente entre los 27 a 29 °C. Los suelos son relativamente planos con pocas elevaciones, propensos a inundarse.

## Localidades
La jurisdicción municipal de Buenos Aires comprende dos comarcas, tres barrios suburbanos y su correspondiente distrito urbano. Estas comarcas llevan los nombres de: Tolesmayda y El Menco; los Barrios Omar Varela, El Cocal y El Limonal.

## Economía
La economía del municipio se fundamenta en la producción agropecuaria, la cual se concentra principalmente en la zona sur del municipio con aproximadamente un 70% tanto del área sembrada como del hato ganadero.

## Cultura
Las fiestas patronales que se celebran en el municipio son en honor a San José, las cuales se celebran entre los días 9 y 19 de marzo. Durante la celebración se realizan actividades como dianas, verbenas culturales, procesiones, misas, fiestas danzantes, corridas taurinas y un desfile hípico.

## Personas destacadas
Alberto Ordóñez Argüello (16 de marzo de 1914), escritor, periodista y editor centroamericano, famoso por ser el autor de la obra de teatro folklórica “La Novia de Tola”.